# Itzan
Itzan è un sito archeologico, un tempo una città abitata da gente Maya, situato nella municipalità di La Libertad nel dipartimento di Petén in Guatemala. Diverse piccole strutture al sito vennero distrutte negli anni 80 durante degli scavi per la ricerca di petrolio da parte di Sonpetrol e Basic Resources Ltd. Pur essendo piccola, la città era la più importante nella zona in quanto sono stati trovati una gran quantità di monumenti.
La zona venne occupata all'inizio del medio preclassico.

## Luogo
Le rovine si trovano a 25 km di distanza da Dos Pilas, vicino a un tributario del fiume Pasion. La città era su una collinetta naturale circondata da paludi stagionali. Le rovine si trovano ad uguale distanza da Altar de Sacrificios e Seibal, a 50 km di distanza dalla città moderna di Sayaxché e 8 km a nord del fiume Pasion.

## Storia
Itzan venne occupata costantemente dal Medio Preclassico fino al Tardo Classico, con una riduzione della popolazione nel Tardo Classico e la costruzione di una sola tomba.
La scalinata 2 di Dos Pilas possiede dei segni geroglifici che spiegano che nel 652 la città di Calakmul prese possesso di Itzan, e Dos Pilas stessa vinse in maniera schiacciante in battaglia contro la città.
Una donna nobile da Itzan diventò la moglie di B'alaj Chan K'awiil, un re di Dos Pilas, e il loro figlio Itzamnaaj Balam ascese al trono della città. La caduta del regno di Dos Pilas nell'ottavo secolo fu favorevole al rinvigorimento di Itzan.
Il sito venne scoperto nel febbraio 1968 da Dennis e Louisa Wheeler, due volontari del Peace Corps. Le rovine vennero esplorate dagli archeologi del Ceibal Project nel 1978, passando poche ore nel sito.

## Descrizione
Itzan era una città piccola ma che possedeva caratteristiche peculiari. Gli scavi iniziali riportarono alla luce alcuni monumenti intagliati e grandi strutture, alcune alte fino a 7 metri. Il nucleo del sito venne mappato nel 1986, quando gli archeologi notarono che un gran numero di costruzioni erano state danneggiate da dei saccheggiatori.
Il nucleo del sito contiene una acropoli, delle grandi piazze e molte steli e altari. Molti di questi monumenti erano posti in piazze aperte di fronte alle strutture maggiori. I resti di testi geroglifici sono stati trovati associati alle scalinate a nord e sud della piazza occidentale. La maggior parte dell'acropoli venne costruita sulla base di strutture del Preclassico.
La periferia del sito tra 3,6 e 4 km a sud includeva almeno tre gruppi di case fatte di materiale deperibile. Tutta la zona di Itzan occupa una striscia lunga 7 km e larga 300 metri, con il nucleo al centro. Una strada moderna taglia in due parti il sito.
La Stele 17 mostra un testo geroglifico che menziona i signori di Itzan e una delle città vicine, Altar de Sacrificios. Contiene anche una sezione di testo danneggiata che potrebbe riportare una storia di guerra tra Itzan ed El Chorro.
La Stele 20 è frammentata. Un grosso pezzo è stato trovato nella parte nord-ovest dell'acropoli.